# Гериня
Ге́риня — село Долинської громади Калуського району Івано-Франківської області України.

## Назва
Історичну назву села «Ґериня» в радянський час змінено на «Гериня».
Івано-Франківська обласна Рада рішенням від 5 квітня 1996 року в Долинському районі уточнила назву села Гориня на Гериня та назву Горинської сільради на Геринську.

## Історія
У 1939 році в селі проживало 860 мешканців (760 українців, 70 латинників, 30 євреїв).
За даними облуправління МГБ у 1949 р. у Болехівському районі підпілля ОУН найактивнішим було в селах Міжріччя, Тисів, Гориня й Сукіль.

## Населення

### Мова
Розподіл населення за рідною мовою за даними перепису 2001 року:
| Мова       | Кількість | Відсоток |
| ---------- | --------- | -------- |
| українська | 1273      | 99.61%   |
| російська  | 5         | 0.39%    |
| Усього     | 1278      | 100%     |

## Сучасність
У рамках реалізації проєкту DESPRO підтримки децентралізації в Україні «Вода – це джерело життя. Забезпечення питною водою села Гериня» 24 березня 2016 року відбувся пуск води у новозбудований водопровід. Завдяки реалізації проєкту централізовано забезпечується подача якісної питної води для 98 відсотків жителів села.

## Відомі уродженці
- Лучинчин Ігор Богданович (1992—2024) — солдат ЗСУ, стрілець санітар штурмового відділення 10 ОГШБр. Загинув на Донецькому напрямку в районі н.п. Переїзне Бахмутського району  [6]